# Nikólaos Theotókis
Pour les articles homonymes, voir Théotokis.

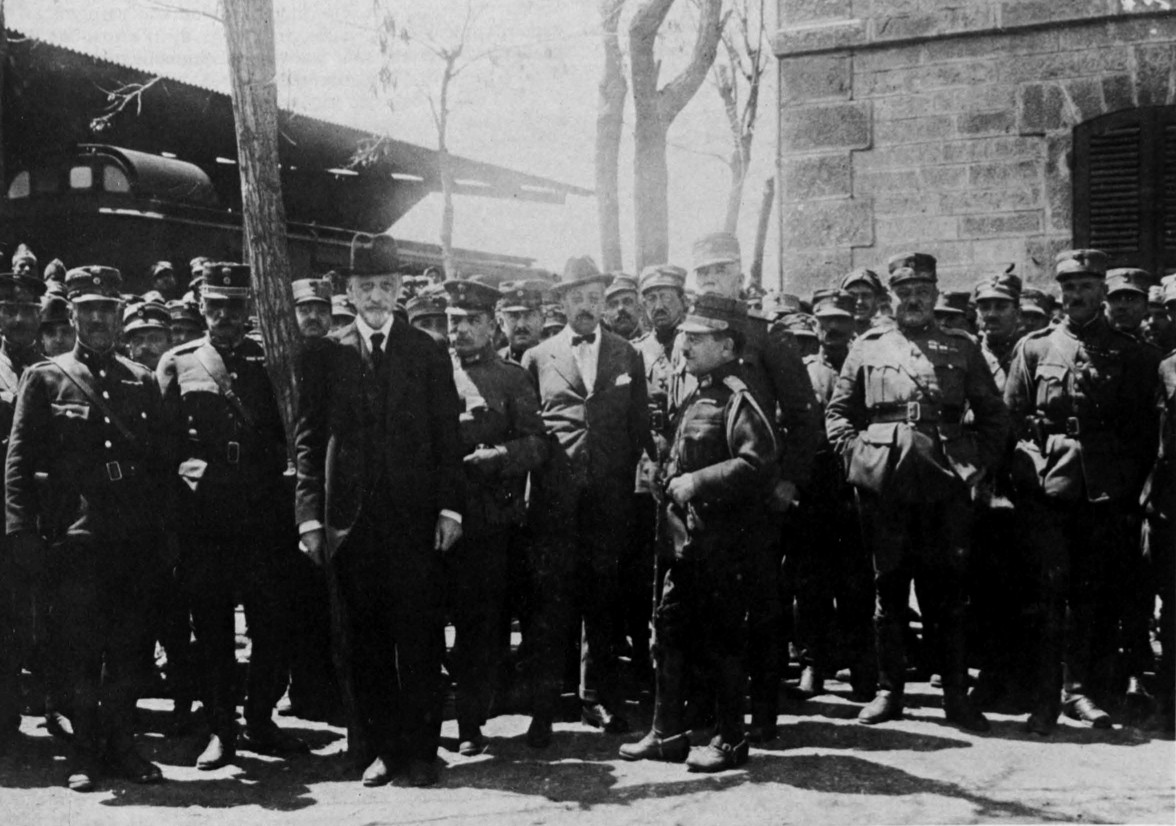
Nikólaos Theotókis, ministre de la Défense, entouré du Premier Ministre D. Goúnaris et des chefs militaires, en Asie Mineure, juin 1921.

Nikólaos Theotókis (en grec : Νικόλαος Θεοτόκης ; 1878- 15 novembre 1922) est un homme politique et un diplomate grec, originaire de Corfou. 

## Biographie
Issu de la noblesse corfiote, Nikólaos Theotókis est le fils aîné du Premier ministre Geórgios Theotókis (1844-1916), le frère du Premier ministre Ioannis Theotokis (1880-1961) et l'oncle maternel du Premier ministre Geórgios Rállis (1918-2006), via Zaira Theotokis. 
Après des études à Athènes, Paris et Berlin, Nikólaos Theotókis sert comme ambassadeur de Grèce à Berlin. En 1920, il est élu député de Corfou et devient peu de temps après ministre de la Justice et de la guerre.
Après l'échec de la Grèce face à la Turquie de Mustafa Kemal en 1922, Nikólaos Theotókis et cinq autres personnalités politiques et militaires de premier ordre sont jugés lors du Procès des Six. Condamné à mort par le tribunal militaire pour haute trahison, il est exécuté à Goudi le 15 novembre 1922. 
En 2010, Nikólaos Theotókis est réhabilité à la suite de la réouverture du procès à la demande de Michael Protopapadakis, petit-fils de l'ancien Premier ministre Pétros Protopapadákis.